# Pachylister inaequalis
|                                                        |                                 |
| Abb. 1: Ausschnitt Unterseite                          | Abb. 2: Vorderschiene mit Tarse |
| In Abb. 1 und 2 Enddorne der Vorderschiene abgebrochen |                                 |
|                                                        |                                 |
| Abb. 3: Kopf                                           | Abb. 4: Seitenansicht           |

Pachylister inaequalis ist ein Käfer aus der Familie der Stutzkäfer. Beim Gattungsname Pachylister ist der Name der Gattung Hister zu „-l-ister“ abgewandelt und mit dem Zusatz „Pachy-“ (von altgr. παχύς „pachýs“) für „dick“ erweitert. Die Art ist der größte mitteleuropäische „Hister“. Außerdem fällt der Käfer durch die ungewöhnlich großen Oberkiefer auf, die beim Männchen ungleich lang sind. Darauf spielt der Artname inaequalis  (lat. „ungleich“) an. Der Käfer jagt auf dem Dung verschiedener Tiere andere Insekten.

## Merkmale des Käfers
Der nur wenig gewölbte, rundliche Käfer erreicht eine Länge von neun bis fünfzehn Millimeter. Der stark chitinisierte Körper ist schwarz, die Oberseite ist unbehaart und glänzend.
Der Kopf (Abb. 3) kann teilweise in die den vorderen Brustabschnitt eingezogen werden. Die Mundwerkzeuge zeigen nach vorn. Die Oberkiefer sind ungewöhnlich groß und relativ wenig gebogen. Beim Männchen ist der linke Oberkiefer deutlich länger als der rechte und übergreift bei geschlossenen Oberkiefern den rechten Oberkiefer an der Spitze. Die Stirn ist seitlich leistenförmig gerandet. Die elfgliedrigen Fühler sind unter diesem Seitenrand zwischen den Augen und der Basis der Oberkiefer eingelenkt. Auf das gebogene, keulenförmige und schwarze Basisglied folgt eine rotbraune Geißel, die in einer viergliedrigen runden abgeflachten und stark verbreiterten Fühlerkeule endet.
Der glänzend schwarze Halsschild verbreitert sich vom Vorderrand zur Basis ziemlich geradlinig. Er ist gerandet und trägt gewöhnlich nur einen Halsschildstreifen. An der Halsschildunterseite befinden sich in den Vorderwinkeln flache Gruben, in die bei zurückgezogenem Kopf die Fühlerkeule zu liegen kommt (Abb. 1). Die Vorderbrust ist nach vorn kielartig erweitert. Diese Kehlplatte ist durch eine Querlinie von der übrigen Vorderbrust abgetrennt und bedeckt bei zurückgezogenem Kopf die Basis der Mundwerkzeuge von unten. Sie weist keine Fühlerrinnen auf. Seitenrand und Basis des Halsschildes sind deutlich gerandet. Unter dem Seitenrand ist der Käfer nicht überstehend behaart. Die Basis des Halsschildes ist vor dem Schildchen winkelförmig erweitert.
Die Flügeldecken lassen die beiden letzten Hinterleibssegmente, Pygidium und Propygidium, unbedeckt. Letztere sind beide wenig punktiert. Der innen neben dem schrägen kurzen Schulterstrich beginnende erste Rückenstreifen verläuft zuerst nach außen, dann knickt er ab und verläuft nach innen. Die folgenden drei Rückenstreifen verlaufen etwa in Richtung der Körperachse. Zwischen dem dritten Rückenstreifen und der Flügeldeckennaht können in der hinteren Hälfte der Flügeldecken weitere Rückenstreifen angedeutet sein. Sie können jedoch auch erloschen sein, ebenso der dritte Schulterstreifen.
Die Vorderbeine sind als Grabbeine ausgebildet. Die sehr breiten Vorderschienen tragen am Außenrand drei Zähne. An der Spitze stehen innen zwei Dornen. Außerdem weist die Vorderschiene auf der Oberseite eine nach innen scharf begrenzte geradlinige Furche zur Aufnahme des Tarsus auf (Abb. 2). Die vier hinteren Schienen tragen keine Zähne, sondern Stachelborsten. Alle Tarsen sind fünfgliedrig.

## Biologie
Den Käfer findet man hauptsächlich unter Kuhfladen. Die stenotope Art ist an den Kot von Weidevieh (Kuh, Pferd, Schaf) gebunden. Käfer und Larven ernähren sich räuberisch von anderen Insekten. Sie sind dabei in ein komplexes Netz von Nahrungsbeziehungen zwischen koprophagen, räuberischen und parasitischen koprophilen Insekten eingebunden. So sind beispielsweise Imagines durch das stark chitinisierte Außenskelett gegen die räuberischen häufig auf Kuhdung und anderen Exkrementen anwesenden großen Kurzflügler geschützt. Andererseits sind sie in der Lage, mit ihren starken Oberkiefern kleinere Dungkäfer zu zerbeißen und aufzufressen. Der Hauptteil der Nahrung der Larven machen Fliegenlarven aus.

## Verbreitung
Der Käfer ist im gesamten südlichen und südöstlichen Europa von Portugal bis ins südliche europäische Russland verbreitet. Im Norden fehlt er auf den Britischen Inseln, Skandinavien, Finnland, den Baltischen Staaten und dem Rest des europäischen Russlands. Nach Osten werden noch Teile Asiens (Sibirien, Iran, Mongolei, Tadschikistan, Türkei, Turkmenistan) besiedelt. Innerhalb Mitteleuropas ist die Art auf den Süden und den Südosten verbreitet.